# منى عشاش
منى عشاش (بالفرنسية: Mona Achache)‏ هي كاتبة سيناريو ومخرجة وممثلة فرنسية، ولدت في 18 مارس 1981 بباريس في فرنسا.
درست، الأدب والمسرح. وعملت بعدها مشرفة سيناريو للعديد من المشاريع السينمائية. أخرجت فيلماً وثائقياً عن الولادة، وأخرجت بعده فيلمين قصيرين هما «سوزان» عام 2004، و«واوا» عام 2007. «القنفذ» هو فيلمها الطويل الأول والقنفذ (2009) وLes gazelles

## وصلات خارجية
- منى عشاش على موقع IMDb (الإنجليزية)
- منى عشاش على موقع ألو سيني (الفرنسية)
- منى عشاش على موقع أول موفي (الإنجليزية)
- منى عشاش على موقع قاعدة بيانات الأفلام السويدية (السويدية)
- منى عشاش على موقع قاعدة بيانات الفيلم (الإنجليزية)
- منى عشاش على موقع كينوبويسك (الروسية)

1. ↑  الذاتية على موقع السينما كوم نسخة محفوظة 26 مايو 2020 على موقع واي باك مشين.